# 이노가와정
이노가와정(飯野川町)은 1954년까지 미야기현 모노군의 북동부에 있던 정이다. 현재의 이시노마키시에 해당한다.

## 역사
- 1889년 4월 1일 - 정촌제 시행에 수반해 6촌이 합병해 이노가와촌이 성립하였다.
- 1901년 3월 26일 - 정으로 승격해, 이노가와정이 되었다.
- 1955년 3월 21일 - 후타마타촌, 오카와촌, 오야치촌과 합병해 가호쿠정이 되었다.

## 참고문헌
- 『宮城県町村合併誌』（宮城県地方課、1958）